# Hendrik van Schuylenburgh

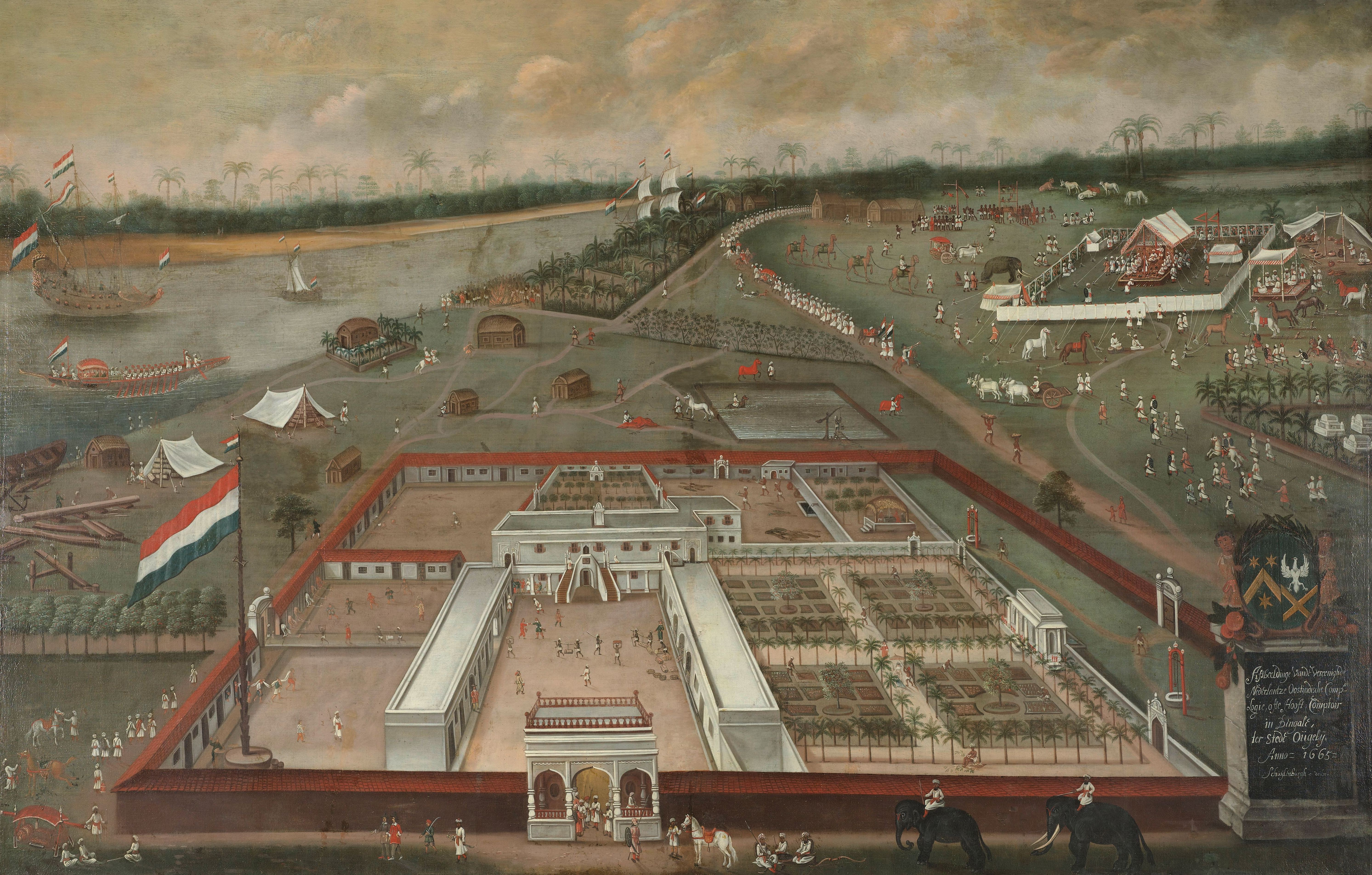
Comptoir commercial au Bengale
1665, Rijksmuseum

Hendrik van Schuylenburgh (ou Hendrick (Hendrik) van Schuijlenburgh) est un peintre des Pays-Bas du Nord, né vers 1620 à Middelbourg et mort en 1689 dans la même ville.

## Biographie
Bien qu'il ait été mentionné pour la première fois dans le registre de la guilde des peintres de Middelburg en 1644, il est supposé qu'en 1642 il était déjà actif en tant que peintre. Le registre de 1642 est manquant. Il est également mentionné en 1653, 1655, 1660 et 1669, en tant que membre, mais aussi en tant que directeur.
Son nom est manquant dans les registres entre 1661 et 1668, période où il réalise plusieurs paysages très détaillés représentant des entreprises néerlandaises en Inde. Cela suggère qu'il travaillait pour la Compagnie néerlandaise des Indes orientales en Asie pendant cette période.

## Œuvre

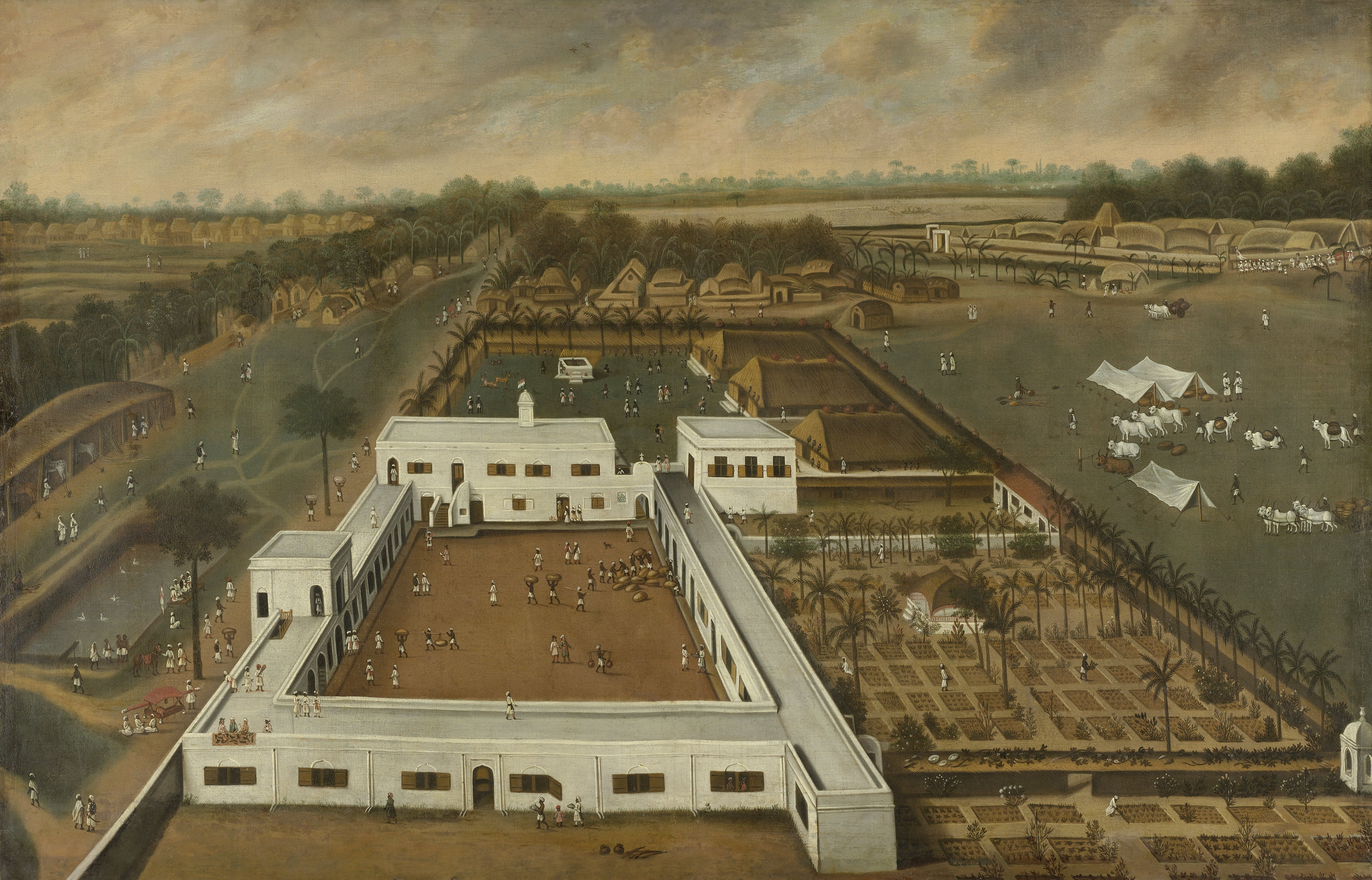
Plantation hollandaise au Bengale
1665, Rijksmuseum

- Le Comptoir commercial de la Compagnie néerlandaise des Indes orientales à Hooghly, Bengale (1665), huile sur toile, 203 × 316 cm, Rijksmuseum, Amsterdam. Cette toile a été commandée par Pieter Sterthemius, directeur du poste de traite de Hooghly. La scène représente une importante activité. Les Indiens de l'Est hollandais naviguent sur le Gange, le directeur du poste de traite rend visite à un dignitaire indien et, en haut à droite, un acte d'auto-châtiment religieux : un homme est suspendu à un crochet dans ses côtes et tourne autour d'un poteau[1].
- Comptoir commercial au Bengale (1665), huile sur toile, 133 × 205 cm, Rijksmuseum, Amsterdam